# Stuart Franklin
Pour les articles homonymes, voir Franklin (patronyme).
Stuart Franklin est un photographe et photojournaliste britannique né le 16 juin 1956 à Londres. Membre de l'agence Magnum, dont il fut président, Stuart Franklin est connu notamment pour ses photographies prises lors des événements de 1989 en Chine. 
Sa photographie d'un homme seul tentant de bloquer une colonne de chars près de la place Tian'anmen a fait le tour du monde. 

## Biographie
Stuart Franklin a étudié la photographie au West Surrey College of Art and Design de 1976 à 1979 et a reçu un doctorat de géographie à l'Université d'Oxford en 2000. Il a travaillé à l'agence Sygma de 1980 à 1985 et est membre depuis 1990 de l'agence Magnum, qu'il présida de 2006 à 2009. 
Pendant les manifestations de la place Tian'anmen en 1989, Franklin a photographié le célèbre Tank Man (l'homme de Tian'anmen). Avec cette photographie, il a gagné le troisième prix de la catégorie Current coverage à l'élection de la World Press Photo de l'année.

## Récompenses et distinctions
- 1985 : Prix de la Christian Aid pour la photographie humanitaire
- 1987 : Prix Tom Hopkinson
- 1989 : Prix World Press Photo
- 1991 : 3e prix World Press Photo
- 1997 : Prix Gibbs de la géographie, Université d'Oxford
- 2003 : Honorary Fellowship de la Royal Photographic Society

## Livres
- Tiananmen Square. London: Black Sun, 1989.
- The Time of Trees. Milan: Leonardo Arte, 1999.  (ISBN 88-8310-058-1).
- Alberi / Trees. Milan: Fondazione Nicola Trussardi / Charta, 2002.  (ISBN 88-8158-370-4).
- La Città Dinamica. Milan: Mondadori Electa, 2003.  (ISBN 88-370-2118-6).
- Sea Fever. Oxford: The Bardwell Press, 2005.  (ISBN 0-9548683-4-X).
- Hotel Afrique. Stockport: Dewi Lewis, 2007.  (ISBN 978-1-904587-52-1)
- Footprint: Our Landscape in Flux. London: Thames & Hudson, 2008.  (ISBN 978-0-500-54364-1).
- St Petersburg. St Petersburg: Perlov Design Center, 2012.  (ISBN 978-5-904442-08-8)
- Narcissus. Ostfildern, Hatje Cantz, 2013.  (ISBN 978-3-7757-3554-4)
- The Documentary Impulse. New York and London: Phaidon Press, 2016.  (ISBN 978-0-7148-7067-0)